# Крофт, Аннабель
Аннабель Крофт (англ. Annabel Croft; родилась 12 июля 1966 года в Лондоне, Великобритания) — британская теннисистка, телеведущая и спортивный комментатор.
- Победительница 1 турнира WTA в одиночном разряде.
- Победительница 2 юниорских турниров Большого шлема в одиночном разряде (Australian Open, Уимблдон-1984).

## Общая информация
Аннабель замужем за Мелом Коулменом, который некогда на международном уровне занимался парусным спортом, а ныне является инвестиционным банкиром. У пары есть трое детей: две дочери (Эмбер и Лили) и сын Чарли.
Британка участвует в нескольких благотворительных программах, направленных на предотвращение детского ожирения и борьбу с онкологическими заболеваниями.

## Спортивная карьера
В начале 1980-х Аннабель в какой-то момент числилась одной из главных надежд британского женского тенниса: к 18 годам она дважды стала чемпионкой юниорских турниров Большого шлема, а вскоре вполне успешно дебютировала во взрослом туре. В 1985 году ей покорился первый турнир Virginia Slims (в титульном матче в Сан-Диего была переиграна австралийка Венди Тёрнбулл, находившаяся на тот момент в своей лучшей игровой форме), а к концу того года она вошла в Top30 одиночного рейтинга, попутно захватив статус первой ракетки страны в этом разряде. В этом же году она впервые играет за национальную сборную на Кубке Федерации, а за два года до этого — в Кубке Уайтмен.
Быстрый взлёт оказал пагубное влияние на карьеру Крофт — она не успела привыкнуть к неустанным путешествиям по всему миру и оторванности от семьи. Как следствие уже в 21 год она приняла решение завершить игровую карьеру и попытаться выйти замуж.

## Рейтинг на конец года
| Год  | Одиночный рейтинг | Парный рейтинг |
| 1988 | 263               |                |
| 1987 | 141               | 292            |
| 1986 | 82                | 126            |
| 1985 | 24                |                |
| 1984 | 82                |                |
| 1983 | 142               |                |

## Выступления на турнирах

### Выступление в одиночных турнирах

#### Финалы турнировWTAв одиночном разряде (1)

##### Победы (1)
| Легенда: |
| -------- |
| VS (1)   |

| Титулы по покрытиям | Титулы по месту проведения матчей турнира |
| ------------------- | ----------------------------------------- |
| Хард (1)            | Зал (0)                                   |
| Грунт (0)           | Зал (0)                                   |
| Трава (0)           | Открытый воздух (1)                       |
| Ковёр (0)           | Открытый воздух (1)                       |

| №  | Дата           | Турнир         | Покрытие | Соперница в финале | Счёт       |
| 1. | 22 апреля 1985 | Сан-Диего, США | Хард     | Венди Тёрнбулл     | 6-0 7-6(5) |

## Последующая жизнь
Аннабель недолго оставалась без дела: вскоре она стала ведущей британского Четвёртого канала, а через некоторое время перешла на аналогичную должность в телевизионный холдинг ITV.
В 1990 году британка выпускает собственный видеокурс аэробики.
С развитием спортивного телевидения, Аннабель стала одной из постоянных ведущих различных теннисных программ. Её можно было услышать как на телевидении (BBC, GMTV, Sky Sports и Евроспорт), так и на радио (BBC Radio 5 Live). Также она вскоре становится постоянным лицом различных шоу о правильном образе жизни.
Также британка пробовала себя как актриса, принимая участие в нескольких спектаклях в Йоркском оперном театре.